# Aedes subdiversus
Aedes subdiversus är en tvåvingeart som beskrevs av Friedrich Wilhelm Martini 1926. Aedes subdiversus ingår i släktet Aedes och familjen stickmyggor. Inga underarter finns listade i Catalogue of Life.